# مات سميث (لاعب كرة قاعدة)
مات سميث (بالإنجليزية: Matt Smith)‏ هو لاعب كرة قاعدة أمريكي، ولد في 15 يونيو 1979 في لاس فيغاس في الولايات المتحدة.

## وصلات خارجية
- مات سميث على موقعبيزبول رفرنس.كوم (الدوري الرئيسي) (الإنجليزية)
- مات سميث على موقعبيزبول رفرنس.كوم (الدوري الثانوي) (الإنجليزية)